# 東北文教大学短期大学部
東北文教大学短期大学部（とうほくぶんきょうだいがくたんきだいがくぶ、英語: Tohoku Bunkyo Junior College）は、山形県山形市片谷地515に本部を置く日本の私立大学。1926年創立、1966年大学設置。

## 概観

### 大学全体
- 山形県山形市に所在する日本の私立短期大学で、設置主体は学校法人富澤学園[1]。
- 1966年に山形女子短期大学として開学し、当初は国文科のみ入学定員100名体制[2]。
- 2001年より共学化して山形短期大学に学名変更し、学科数が最大の4となる。
- 2005年度以降、学科数の減少が目立ち始め、現在は2学科に縮小。

### 建学の精神（校訓・理念・学是）
- 東北文教大学短期大学部における「建学の精神」は、「敬・愛・信」すなわち「人を敬い、人を愛し、人を信ずる」ことを意味する。

### 教育および研究
- 東北文教大学短期大学部における教育
  - こども学科：保育者を養成する学科で、短期大学附属幼稚園での「教育実習」が取り入れられている。
  - 現代福祉学科：介護福祉士の養成に加えて、企業団体職員ならびに福祉関連ビジネス担当者の養成を目指す。
  - 総合文化学科：「文化」・「ビジネス」・「教育」・「ことば」・「情報」などの各カテゴリから科目を組み合わせて選択していくシステムとなっていた[注 4]。

### 学風および特色
- 東北文教大学短期大学部は全国の短大でも有数の留学生を対象とした別科が設置されているところに特色がある。
- 2007年度、財団法人短期大学基準協会の第三者評価により「適格」認定を受けている。
- 2014年度、財団法人短期大学基準協会の第三者評価により「適格」認定を受けている。

## 沿革
- 1926年
  - 冨澤カネによる山形裁縫女学校が開校したことが発端となっている。
- 1933年
  - 山形女子職業学校に改組される。
- 1941年
  - 財団法人富澤学園設立。
- 1951年
  - 3月9日 富澤学園が学校法人となる[3]。
- 1966年
  - 1月25日 左記を以て文部省[注 5]より短期大学の設置が認可される[4]。
  - 4月1日 山形女子短期大学として以下の学科体制にて開学する[5]。
    - 国文科 入学定員100名[6]

  - 5月1日 学生数[7]/定員
    - 国文科 94[注釈 1]/100
- 1967年
  - 3月1日 左記をもって附属幼稚園が設置される[8]。
  - 4月1日 以下の学科を増設する[注 6]。
    - 幼児教育科 入学定員50名[12]

  - 5月1日 学生数[13]/定員
    - 国文科 140[注釈 1]/200
    - 幼児教育科 84[注釈 1]/50
- 1975年
  - 4月1日 幼児教育科の入学定員を50→100に増員[注 7]。
  - 5月1日 学生数[17]/定員
    - 国文科 326[注釈 1]/200
    - 幼児教育科 371[注釈 1]/100
- 1987年
  - 4月1日 以下の学科を増設する[注 8]。
    - 英文科 入学定員70名

  - 同 幼児教育科の入学定員を100→130に増員[注 9]
  - 5月1日 学生数[21]/定員
    - 国文科 265[注釈 1]/200
    - 幼児教育科 287[注釈 1]/230
    - 英文科 79[注釈 1]/70
- 1989年
  - 4月1日 留学生に日本語教育を開始。
- 1990年
  - 4月1日 一部、学科の入学定員増を以下の通り行う[注 10]。
    - 国文科 100→130
    - 英文科70→100

  - 5月1日 学生数[25]/定員
    - 国文科 326[注釈 1]/230
    - 幼児教育科 360[注釈 1]/260
    - 英文科 224[注釈 1]/170
- 1992年
  - 5月1日 学生数[注 11]/定員
    - 国文科 408[注釈 1]/260
    - 幼児教育科 416[注釈 1]/260
    - 英文科 313[注釈 1]/200
- 1999年
  - 4月1日 以下の課程を置く[28]。
    - 留学生別科 入学定員15名

  - 5月1日 学生数[29]/定員
    - 国文科 224[注釈 1]/260
    - 幼児教育科 327[注釈 1]/260
    - 英文科 136[注釈 1]/200
- 2000年
  - 4月1日 一部の学科について、入学定員減を以下の通り行う[注 12]。
    - 国文科 130→128[注 13]
- 2001年
  - 4月1日 校名を山形短期大学に変更し、男女共学化とする。なおかつ以下の学科を増設する[34]。
    - 人間福祉学科 入学定員80名[注 14]
- 2003年
  - 4月1日 留学生別科の入学定員を15→40に増員[35]。
- 2005年
  - 4月1日 この年度の入学生より国文科に英文科を統合開始し、改編して以下の学科として再開する[36]。
    - 総合文化学科 入学定員120名

  - 同 子ども学科の入学定員を130→180に増員[36]。
- 2006年
  - 3月31日 左記をもって以下の学科を廃止とする[37]。
    - 国文科
    - 英文科
- 2007年
  - 山形県上山市に同系列の「上山あい保育園」を建設。
  - 4月1日 留学生別科の入学定員を40→25に減員[38]。
- 2010年
  - 4月1日 東北文教大学短期大学部に改称し、子ども学科の入学定員を180→90に減員[39]。
- 2015年
  - 4月1日 以下の通りの入学定員の変更を行う[40]。
    - 総合文化学科 120→80
    - 子ども学科 90→100
- 2019年
  - 4月1日 学科の入学定員減を以下の通り行う[41]。
    - 総合文化学科 80→60
    - 人間福祉学科 80→60

  - 同 総合文化学科の学生募集を最終とする[注 15]。
- 2020年
  - 3月31日  留学生別科を廃止する[1]。
- 2021年
  - 4月1日 人間福祉学科を現代福祉学科に改称する[注 16]。
- 2024年
  - 4月1日 現代福祉学科の学生募集をこの年度で最終とする[注 17]。

## 基礎データ

### 所在地
- 山形県山形市片谷地515

### 交通アクセス
- JR奥羽本線 蔵王駅下車。

### 象徴
- 山形女子短期大学において成立したカレッジマークは右記資料にあり[4]。

## 教育および研究

### 組織

#### 学科
- 子ども学科 入学定員100名
- 現代福祉学科 入学定員60名

#### 過去の学科体制
- 国文科 入学定員100名[注釈 2]→総合文化学科 入学定員60名[注 18]
- 幼児教育科→子ども学科
- 英文科 入学定員70名[注釈 2]
- 人間福祉学科→現代福祉学科

#### 専攻科
- なし

#### 別科
- 留学生別科 入学定員25名[41]

##### 取得資格について
- 司書：総合文化学科[注釈 3]
- 司書教諭： 総合文化学科にて取得できた[注釈 3]。
- 中学校教諭二種免許状
  - 国語：総合文化学科[注 19]。
  - 英語：総合文化学科[注 20]。
- 保育士資格・幼稚園教諭二種免許状：子ども学科
- 介護福祉士：人間福祉学科[45]→現代福祉学科

#### 附属機関
- 東北文教大学短期大学部附属図書館
- 教育開発センター
- 研究開発センター
- 民話研究センター
- 地域連携・ボランティアセンター
- 幼児教育研究センター
- 児童教育研究センター
- 福祉研究センター
- コンピュータセンター

### 研究
- 『山形短期大学教育研究』[47]
- 『山形短期大学紀要』[48]
- 『山形短期大学教育実践研究』[49]
- 『つゆふじの伝説』[50]
- 『山形女子短期大学紀要』[51]
- 『生活と文化』[52]

### 教育
- 特色ある大学教育支援プログラム
  - 2004年、こども学科（当時は幼児教育科）における取組において採択されている[45]。

## 学生生活

### 部活動・クラブ活動・サークル活動
- クラブ活動
  - 体育系：テニス・バドミントン・バレーボール・バスケットボール・陸上競技・剣道・柔道・サッカー・ソフトボールほか
  - 文化系：茶道・華道・児童文化・美術・軽音楽・演劇・陶芸ほか

### 学園祭
- 山形短期大学の学園祭は「山短祭」と呼ばれていたが、東北文教大学の開学に伴い、「東北文教祭」に改称された。ホームページによると2008年度は10月11日・12日に亘って行われ、イケメン'ズやLGYankeesによるゲストライブが行われた。

## 大学関係者と組織

### 大学関係者組織
- 東北文教大学短期大学部には、旧来の山形女子短期大学、山形短期大学を含めて「耀（かがやき）」と称した同窓会組織がある。東京・宮城・秋田といった地方支部ほか、韓国のソウルにもある。

### 大学関係者一覧

#### 大学関係者
- 内田英子：元学長
- 鬼武一夫：元学長

## 施設

### キャンパス
- 1号館
- 2号館
- 3号館
- 5号館
- 6号館
- 7号館
- 8号館
- 多目的広場
- 学生駐車場
- 体育館
- 富澤昌義夫妻の胸像
- 国際教育センター
- 保健センター・カウンセリング

### 寮
- 2015年まで東北文教大学短期大学部には、寮「駒草寮」と呼ばれた女子寮があった。ただし、現在は廃止され、近隣の学生向けアパートを斡旋している。

## 対外関係

### 他大学との協定
- 放送大学[53]

### 系列校
- 山形城北高等学校

## 社会との関わり
- 「やまたん」公開講座が行われている。

## 卒業後の進路について

### 編入学・進学実績
- 国文科：山形大学・新潟大学ほか
- 英文科：宮城学院女子大学ほか
- 子ども学科：東北文教大学ほか
- 人間福祉学科：東北福祉大学ほか

## 附属学校
- 旧 山形短期大学附属幼稚園